# Knaldemper (verbrandingsmotor)

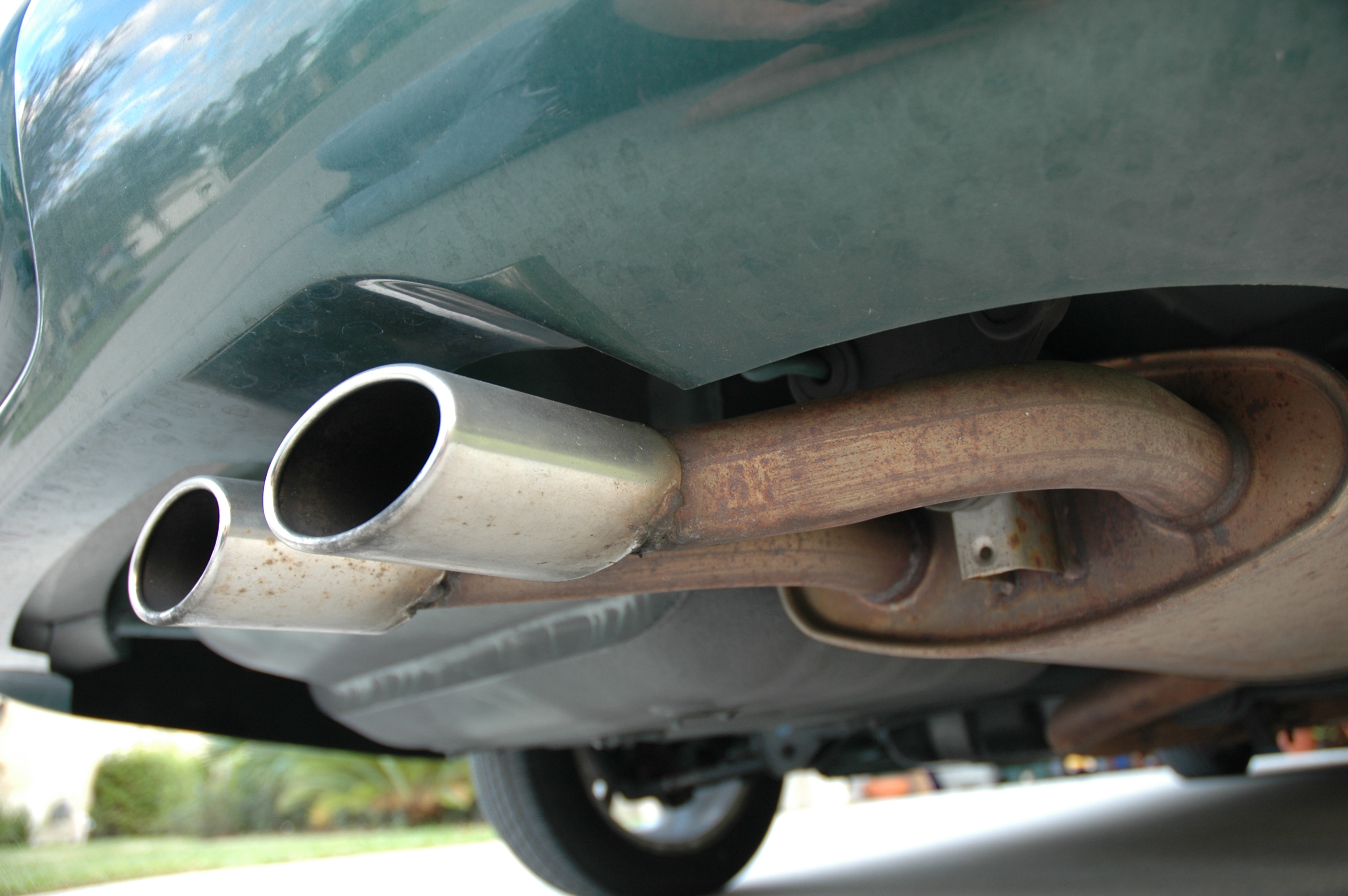
Een knaldemper met dubbele uitlaatpijp bij een personenauto.

Een knaldemper is een apparaat ontworpen om het lawaai geproduceerd door de uitlaat van een interne verbrandingsmotor te reduceren, en zo geluidshinder te verminderen. Het apparaat is uitgevonden door Milton O. Reeves.
Een knaldemper wordt meestal bevestigd net voor de uitlaatpijp. Een knaldemper vermindert het geluid door het te absorberen via een reeks ruimtes gevuld met glasvezelwol, of het zichzelf tegen te laten gaan via ruimtes waarin geluidsgolven zodanig worden omgeleid dat ze tegen elkaar botsen, en er dus interferentie optreedt.
Knaldempers zitten standaard op onder andere auto’s en motoren, hoewel sommige mensen de knaldemper verwijderen in de hoop dat dit de prestatie van hun voertuig ten goede komt of om hun voertuig luidruchtiger te maken.

## Demperprincipes
- Absorptiedemper
- Reflectiedemper